# نيكول ستوت
نيكول ستوت (بالإنجليزية: Nicole Stott)‏ (و. 1962 – م) هي رائدة فضاء، ومهندسة من الولايات المتحدة الأمريكية . ولدت في ألباني، نيويورك.

## ريادة الفضاء
شاركت في المهمات الفضائية:
- البعثة 20
- STS-129
- STS-133
- البعثة 21
- STS-128.

## التعليم
تعلمت في University of Central Florida، وتحصلت منها على درجة الماجستير في العلوم، وEmbry–Riddle Aeronautical University، وتحصلت منها على بكالوريوس العلوم، وSt. Petersburg College

## جوائز
حصلت على جوائز منها:
- Medal "For Merit in Space Exploration".